# Јаруге (Сикиревци)
Јаруге су насељено место у саставу општине Сикиревци у Бродско-посавској жупанији, Република Хрватска.

## Историја
До територијалне реорганизације у Хрватској налазиле су се у саставу старе општине Славонски Брод.

## Становништво
На попису становништва 2011. године, Јаруге су имале 695 становника.

## Попис1991.
На попису становништва 1991. године, насељено место Јаруге је имало 679 становника, следећег националног састава:
| Попис 1991.‍ | Попис 1991.‍ | Попис 1991.‍ | Попис 1991.‍ | Попис 1991.‍ |
| ----------- | ----------- | ----------- | ----------- | ----------- |
|             |             |             |             |             |
| Хрвати      | Хрвати      |             | 660         | 97,20%      |
| Срби        | Срби        |             | 9           | 1,32%       |
| непознато   | непознато   |             | 10          | 1,47%       |
| укупно: 679 |             |             |             |             |